# Ozero Domasjkovskoje
Ozero Domasjkovskoje (ryska: Озеро Домашковское) är en sjö i Belarus.   Den ligger i voblasten Vitsebsks voblast, i den norra delen av landet, 80 km norr om huvudstaden Minsk. Ozero Domasjkovskoje ligger 237 meter över havet. Arean är 0,76 kvadratkilometer. Den sträcker sig 1,4 kilometer i nord-sydlig riktning, och 1,3 kilometer i öst-västlig riktning.
I omgivningarna runt Ozero Domasjkovskoje växer i huvudsak blandskog. Runt Ozero Domasjkovskoje är det ganska tätbefolkat, med 70 invånare per kvadratkilometer.